# Festiqueijo
O Festiqueijo é uma festa tradicional italiana do município de Carlos Barbosa, no estado do Rio Grande do Sul.

## História
É considerado um dos melhores festivais gastronômicos da Serra Gaúcha, oferecendo aos visitantes os melhores queijos e vinhos e a farta da região, tudo à vontade e acompanhado de shows típicos locais e regionais.
O Festiqueijo teve origem na Festa do Leite, que começou em setembro de 1976. As edições seguintes da Festa do Leite ocorreram em 1979, 1984 e, na quarta edição em 1987, houve um evento paralelo à 4º Festa do Leite, que se chamou 1º Festival Estadual do Queijo. A edição de 1988 já se apresentou como 2º Festiqueijo. No ano de 1991 ocorreu o 3º Festiqueijo.
A partir de 1993 as edições tornaram-se anuais e em maior escala. O Festiqueijo passou a ser o evento oficial e não mais paralelo, e as edições passaram a ocorrer sempre no mês de julho. Em 2009 aconteceu a vigésima edição do festival.
Carlos Barbosa é referência na elaboração de queijos nobres, e se orgulha muito do Festiqueijo, devido ao grande reconhecimento cultural e gastronômico que obtém através dele.